# Sassari-Cagliari 1968
La Sassari-Cagliari 1968, diciottesima edizione della corsa, si svolse il 3 marzo 1968 su un percorso di 225 km. La vittoria fu appannaggio dell'italiano Franco Bitossi, che completò il percorso in 5h11'28", precedendo l'olandese Jos van der Vleuten (successivamente squalificato) ed il belga Eddy Merckx.
Sul traguardo di Cagliari 41 ciclisti portarono a termine la competizione. 

## Ordine d'arrivo (Top 10)
| Pos. | Corridore           | Squadra             | Tempo    |
| ---- | ------------------- | ------------------- | -------- |
| 1    | Franco Bitossi      | Filotex             | 5h11'28" |
| 2    | Jos van der Vleuten | Peugeot-BP-Michelin | s.t.     |
| 3    | Eddy Merckx         | Faema               | s.t.     |
| 4    | Roberto Ballini     | Max Meyer           | s.t.     |
| 5    | Roger Swerts        | Faema               | s.t.     |
| 6    | Franco Balmamion    | Molteni             | s.t.     |
| 7    | Ercole Gualazzini   | Max Meyer           | s.t.     |
| 8    | Michele Dancelli    | Pepsi Cola          | a 36"    |
| 9    | Ferdinand Bracke    | Peugeot-BP-Michelin | s.t.     |
| 10   | Italo Zilioli       | Filotex             | s.t.     |